# CJ2 (Triebzug)
Der CJ2 , früher als CRH3G bezeichnet, ist ein elektrischer Hochgeschwindigkeitszug in China, der im Dezember 2019 die Genehmigung zur Serienproduktion erhielt. Der im CRRC-Werk Tangshan gebaute Triebzug basiert auf der Technologie der an China gelieferten Velaro CN von Siemens, benutzt aber eigenständiges geistiges Eigentum.

## Geschichte
Mit der Entwicklung des CJ2 wurde die Vorgabe des 12. Fünfjahresplan umgesetzt, welche die Entwicklung eines chinesischen Hochgeschwindigkeitszug verlangte, der auf ausländisches geistiges Eigentum verzichtet. Als Vorbild wurden die Velaro-Züge von Siemens genommen, es wurden aber auch Elemente vom Bombardier Zefiro (CRH380D) und vom Alstom Pendolino (CRH5A) übernommen. Der Zug mit einer Höchstgeschwindigkeit von 250 km/h ist für den Einsatz über mittlere Distanzen zur Verbindung von größeren Städten und Agglomerationen entwickelt worden.
Der Zug wurde im April 2013 nach Fertigstellung der Montage ein erstes Mal vorgestellt. Danach folgte eine acht Monate dauernde Phase der Inbetriebsetzung im Werk Tangshan, bevor der Zug auf dem Versuchsring in Peking bis Dezember 2014 mit Geschwindigkeiten bis 160 km/h geprüft wurde. Anschließend folgten Inbetriebsetzungsfahrten bis zur Maximalgeschwindigkeit auf der Schnellfahrstrecke Qinhuangdao–Shenyang und danach die 300.000-km-Prüfung auf der Schnellfahrstrecke Shanghai–Kunming. Dem Zug wurde im Dezember 2019 die Genehmigung zur Serienfertigung erteilt, die Voraussetzung für den regulären Einsatz im Reisezugverkehr ist.

## Technik
Der Zug besteht aus acht Wagen, wovon vier Wagen mit angetriebenen Drehgestellen ausgerüstet sind. Die Antriebe sind in den Endwagen und in den Wagen 3 und 6 angeordnet, in den Wagen 2 und 7 sind die Transformatoren. Der Zug ist für hohe Beschleunigungen, kurze Bremswege und schnellen Fahrgastwechsel ausgelegt. Der Zug besitzt 623 Plätze 2. Klasse, wobei auf einer Seite vom Mittelgang zwei und auf der anderen drei Plätze angeordnet sind.